# Heliocopris hamadryas
Heliocopris hamadryas är en skalbaggsart som beskrevs av Fabricius 1775. Heliocopris hamadryas ingår i släktet Heliocopris och familjen bladhorningar. Inga underarter finns listade i Catalogue of Life.